# Паркдејл (Орегон)
Паркдејл (енгл. Parkdale) насељено је место без административног статуса у америчкој савезној држави Орегон.

## Демографија
По попису из 2010. године број становника је 311, што је 45 (16,9%) становника више него 2000. године.
| Група             | 2000.       | 2010.       |
| Белци             | 184 (69,2%) | 163 (52,4%) |
| Афроамериканци    | 0 (0,0%)    | 0 (0,0%)    |
| Азијати           | 2 (0,8%)    | 6 (1,9%)    |
| Хиспаноамериканци | 62 (23,3%)  | 131 (42,1%) |
| Укупно            | 266         | 311         |